# KA-SAT
KA-SAT est un satellite de télécommunications construit par Astrium, pour l'entreprise européenne Eutelsat. Positionné à 9° Est sur l'orbite géostationnaire, il est opérationnel depuis le 31 mai 2011.
Spécialement prévu pour couvrir les zones blanches n'ayant pas accès à l'ADSL, la fibre ou la 4G/5G, il s'agit du premier satellite européen entièrement destiné à l'accès Internet par satellite à haut débit pour l'Europe.
Disponible partout en Europe, le service haut débit délivré par KA-SAT propose aux utilisateurs jusqu’à 50 Mbit/s en réception et 6 Mbit/s en émission. Pour les clients professionnels, plus exigeants en volume et en bande passante, KA-SAT peut proposer jusqu’à 10 Mbit/s en émission.
Depuis avril 2021, il est exploité par l'opérateur américain Viasat.

## Historique
Le satellite est lancé depuis le cosmodrome de Baïkonour au Kazakhstan le 26 décembre 2010 à 22h51 (heure de Paris), par une fusée Proton Breeze M.
Le service d’accès à internet pour le grand public est proposé depuis 2011 dans de nombreux pays en Europe, notamment : France, Italie, Espagne, Allemagne, Royaume-Uni, Irlande, Norvège, Suède, Finlande, Belgique, Pologne, Roumanie, Bulgarie, etc. Eutelsat ne commercialise par directement ses offres, ce sont des distributeurs qui louent de la capacité sur le satellite et proposent des offres auprès des clients professionnels et particuliers.
En France, quatre opérateurs distribuent des offres satellitaires Grand Public sur KA-SAT : NordNet, Europasat, SkyDSL et Numerisat. Pour les professionnels, les opérateurs Alsatis, Europasat, SkyDSL ou encore Ozone proposent des offres de connectivité par satellite. 
En décembre 2018, la filiale d’Eutelsat, Eurobroadband Infrastructure (EBI), a lancé un programme de partenariats privilégiés relatif à la distribution de capacité sur son satellite KA-SAT. Les partenaires ayant adhéré au programme sont notamment Bigblu Broadband plc (Europasat) et skyDSL, dans la catégorie Gold, et Skycyl/Nimvox (Espagne), ESER Telekom (Turquie) et Nortis (Maroc), dans la catégorie Silver. Les partenaires Gold seront en mesure de proposer de nouveaux packs illimités caractérisés par un débit allant jusqu'à 50 Mbit/s en débit descendant (et 6 Mbit/s en débit montant), soit un service comparable à celui fourni par les réseaux terrestres,.
En Espagne, le Groupe MASMOVIL, quatrième plus grand opérateur de télécommunications du pays, a signé en décembre 2018 un accord avec Eurobroadband Infrastructure (EBI), afin de proposer des services d’accès au haut-débit aux différentes régions du pays mal desservies en connectivité.
Au 30 avril 2021, Viasat annonce l'acquisition des 51% des parts restantes détenues par EUTELSAT dans la joint-venture EBI et reprend le satellite KA-SAT ainsi que ses infrastructures au sol à son compte. Il vient compléter la flotte de l'opérateur américain.
Depuis le 24 février 2022, KA-SAT rencontre des problèmes techniques et prive certains clients de l'accès à Internet en Europe. L'opérateur Viasat indique qu'il pourrait s'agir d'une cyberattaque car les problèmes ont commencé en même temps que l'invasion de l'Ukraine par la Russie, et enquête pour rétablir les services. Le 10 mai 2022, l'Union Européenne accuse formellement la Russie d'être à l'origine d'une cyberattaque ayant ciblé le réseau satellitaire.

## Caractéristiques techniques
KA-SAT repose sur la plate-forme Eurostar E3000 d'Astrium, et est capable de former simultanément plus de 82 faisceaux, offrant ainsi une capacité de plus de 70 Gbit/s. Il est équipé de quatre antennes multifaisceaux à réflecteurs déployables et d’un système de pointage de grande précision, permettant d’optimiser la couverture et de réutiliser au mieux les fréquences entre cellules non adjacentes. Le satellite dispose d’une puissance de charge utile de plus de 11 kW pour une durée de vie de quinze ans.

## Caractéristiques, exploitation sol et air
Pour le « haut débit pour tous », l'équipement domestique se compose d'une parabole d'au moins 70 cm de large (80 cm recommandés par certains opérateurs), pointée sur 9° de longitude Est, équipée d'une tête SHF Ka dédiée, bidirectionnelle, c'est-à-dire travaillant en émission montante TX (< 30 GHz)  et en réception descendante RX (19 GHz à 20 GHz), système dit « TRIA » reliée par une liaison coaxiale, à un modem (ou terminal) satellite spécialisé connecté à un ordinateur.
La problématique des foyers qui disposent d’un accès limité à l’Internet haut débit peut rejoindre celle des foyers situés à l’écart des émetteurs hertziens terrestres, qui diffusent la télévision numérique terrestre (TNT). Ainsi, le satellite KA-SAT étant à services hybrides, il propose également, mais marginalement, de la télévision satellitaire (pour l'Irlande) dans la bande RX des 20 GHz, via des faisceaux étroits, reçue sur des terminaux satellites DVB-S2.
Les modèles d'ensembles dont les unités externes se composent d'une antenne parabolique un peu plus large, 90 cm, sont en plus compatibles avec une tête Ku (10–12 GHz) pour la réception simultanée de la télévision numérique par satellite (TNS) habituelle, par Fransat, TNTSAT, Canalsat...
Le satellite KA-SAT serait théoriquement exploitable avec des antennes très discrètes de moins de 50 cm, mais dans la pratique, ses liaisons, surtout en 30 GHz, sont hyper-sensibles aux événements aqueux (hydrométéores) qui engendrent des fortes atténuations (dB) ponctuelles sous fortes averses et pluies d'orages, donc en fait des baisses plus ou moins marquées de débit, qui sont jugées acceptables en récurrence et en durée sur des paraboles de dimensions (largeur) raisonnables, 80 cm à 90 cm.
Les ressources du satellite KA-SAT sont également exploitées pour déployer des services de connectivité à bord des avions. Des accords pour la fourniture de ces services ont été conclus avec les compagnies scandinaves Finnair et Scandinavian Airlines (SAS), avec les compagnies Icelandair, El Al, La Compagnie, ou encore plus récemment avec l’italien Neos.